# 東部軍管区 (ロシア軍)
東部軍管区（ロシア語: Восточный военный округ、英語: Eastern Military District）はロシアの東部を管轄する軍管区。東シベリア地方と極東に駐屯している部隊を統合している。司令部はハバロフスクにある。
東部軍管区は、2008年から2010年の軍事改革中に、極東軍管区（FEVO）全体と、シベリア軍管区の南東の一部に基づいて形成された。また、太平洋艦隊と第11航空・防空軍も含まれていたが、2023年以降各艦隊は海軍総司令官の指揮下とされた。
東部軍管区は現在の極東連邦管区と一致するロシア連邦ブリヤート共和国、サハ（ヤクート）共和国、ザバイカル、カムチャッカ、ハバロフスク、沿海地方、アムール、マガダン、サハリン州、ユダヤ自治州、チュクチ自治管区を管轄しており、面積は約700万km²である。

## 沿革
1918年7月31日に、極東軍管区は設立された。
2010年10月21日、東部軍管区に改編された。
2018年2月22日ロシア連邦の国家防衛管理センターと東部軍管区は名誉、勇気と軍事栄光のシンボルとしてバナーを受賞した。
2018年9月11から17日に、1981年以来最大の演習であるボストーク2018が自治管区の領土で行われた。
2022年1月末までに、ウクライナをめぐる危機の新たな再燃を背景に、東部軍管区の本部がベラルーシに配備された。 第5軍、第29軍、第35軍、第36軍、第68軍団、太平洋艦隊の第155海軍歩兵旅団から抽出された戦闘部隊もベラルーシに配備されたと報告された。これらの部隊は2月26日に国境を越えてウクライナへ侵攻を開始したが、キエフの早期占領に至らなかった上、第29合同軍のアンドレイ・コレスニコフ少将の戦死など苦戦が報道された。
2022年9月に、ボストーク2022が自治管区の領土で行われた。

## 編制

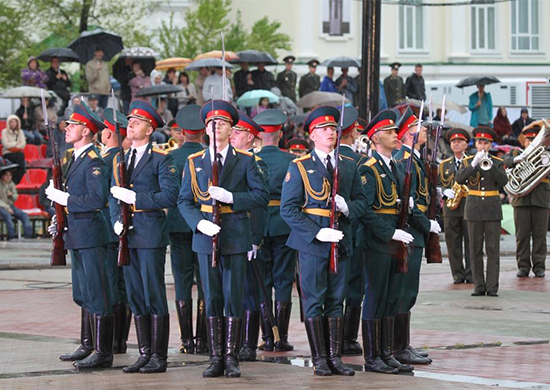
ハバロフスクの名誉衛兵。

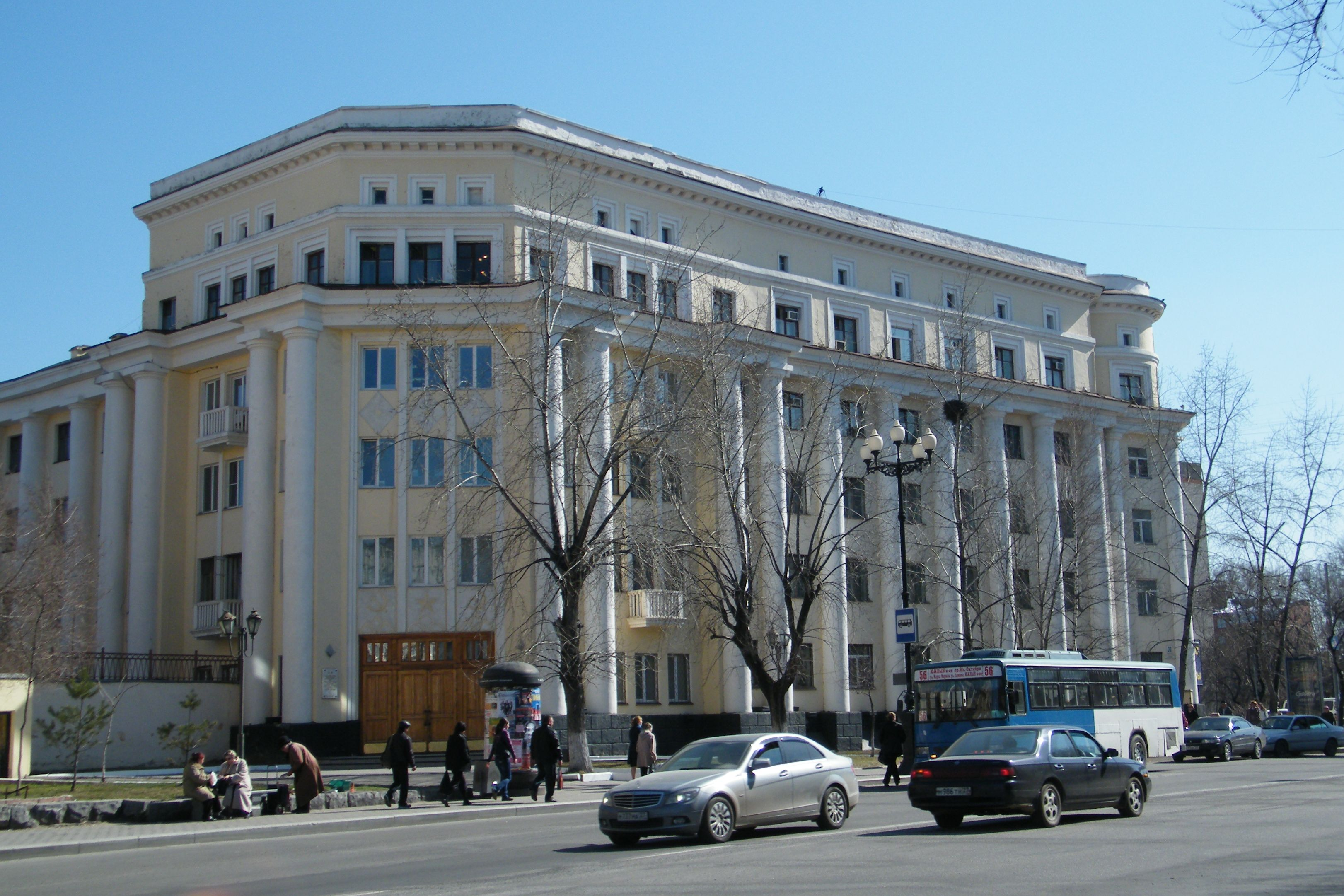
2013年地区本部

### 陸軍
- 第5諸兵科連合軍
- 第29諸兵科連合軍
- 第35諸兵科連合軍
- 第36諸兵科連合軍
- 第68軍団
  - 第18機関銃・砲兵師団
  - 第39独立自動車化狙撃旅団

### 航空宇宙軍
- 第11航空・防空軍

## 歴代司令官

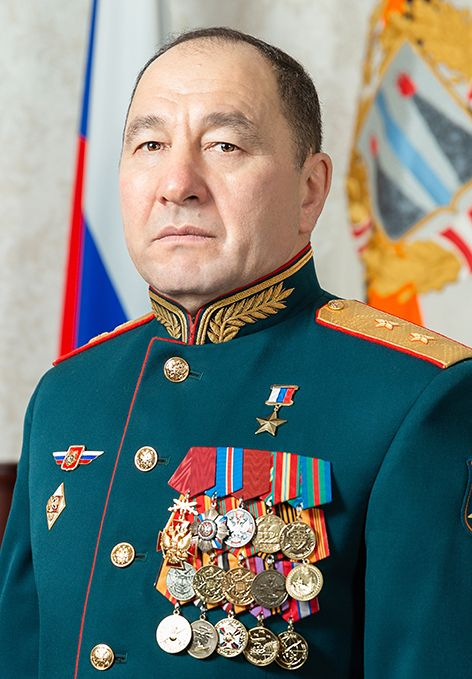
ゲンナジー・ジトコ大将 (2019)

- コンスタンチン・シデンコ海軍大将（2010年10月 - 2013年10月）
- セルゲイ・スロヴィキン大将（2013年10月 - 2017年11月）
- アレクサンドル・ラピン中将（2017年4月 - 11月（代行））
- アレクサンダー・ズラブリョフ大将（2017年11月 - 2018年11月）
- ゲンナジー・ジトコ大将（2018年11月 - 2021年11月）[8]
- アレクサンドル・チャイコ大将（2021年11月 - 2022年7月）
- ゲンナジー・ジトコ大将（2022年7月 - 2022年10月）
- ルスタム・ムラドフ（英語版）大将（2022年10月 - 2023年4月）[9][10]
- ミハイル・ノスレフ中将（2023年4月（代行））
- アンドレイ・クズメンコ大将（2023年4月-2024年5月）[11]
- アレクサンドル・サンチク中将（2024年5月 -11月（代行））
- アンドレイ・イヴァナエフ大将（2024年11月 -）[12]